# Ciclo di Death Gate
Il ciclo di Death Gate è una serie di sette romanzi fantasy scritti da Margaret Weis e Tracy Hickman.

## Elenco dei libri
1. L'ala del drago (Dragon Wing) - 1990
2. La stella degli elfi (Elven Star) - 1991
3. Mare di fuoco (Fire Sea) - 1991
4. Il sortilegio del serpente (Serpent Mage) - 1991
5. La mano del caos (The Hand of Chaos) - 1993
6. Nel labirinto (Into the Labyrinth) - 1993
7. La settima porta (The Seventh Gate) - 1994

## Trama
Il ciclo, scritto all'inizio degli anni novanta, si svolge in un universo dove, al termine di una guerra tra le due potenti razze dei Sartan e dei Patryn, la Terra è stata suddivisa in quattro mondi ognuno dominato da un elemento (aria, acqua, terra e fuoco), mentre in un quinto, detto il Labirinto (una prigione senziente estremamente letale), i Sartan, vincitori del conflitto, hanno relegato i Patryn e sono misteriosamente scomparsi subito dopo. Secoli dopo i primi Patryn riescono a fuggire dal labirinto ed a penetrare negli altri mondi. I sette libri narrano le vicende di Haplo, un agente dei Patryn inviato ad esplorare i quattro mondi per preparare l'arrivo del suo padrone.
Le premesse
La storia iniziò molto tempo fa quando gli umani scatenarono sulla Terra una guerra nucleare che uccise milioni di persone lasciando i sopravvissuti a lottare per la sopravvivenza nell'Età della Polvere. Gli elfi e i nani, che si erano nascosti a partire dal Rinascimento, dovettero soffrire anch'essi da ciò che la scienza degli umani aveva prodotto. Da questo caos emerse una variante mutante di umani che imparò di nuovo a sentire l'Onda: ciò che mantiene l'equilibrio e l'ordine dell'universo. Riconoscendo il suo potenziale magico, essi svilupparono delle rune per imbrigliarla. Originariamente l'unico gruppo fu quello dei Sartan. I Sartan usarono la magia disegnando le rune per terra o nell'aria, intensificandone l'effetto cantando o recitando delle parole; essi si convinsero che le loro capacità implicassero una responsabilità di protezione e di guida verso le razze inferiori che loro chiamarono mensch (parola tedesca che significa "persone" usata sia dai Sartan che dai Patryn per indicare umani, elfi e nani allo stesso modo). I Sartan credevano nella comunità, nell'unità e nella famiglia. Fondamentalmente nell'Ordine. Comunque, nel loro egocentrismo, dimenticarono la tendenza dell'Onda a bilanciare tutto. Essendo diventati i Sartan troppo potenti, l'Onda fece sì che nascessero i Patryn. Diversamente dai Sartan, i Patryn erano dei solitari, volubili e distruttivi; essi credevano che il loro potere consentisse loro di fare tutto ciò che volevano. In definitiva essi erano una versione caotica dei Sartan. Essi si tatuarono le rune sul corpo e si scelsero come nome "Colui che ritorna all'oscurità" per parodiare la parola "Sartan" ("Colui che porta la luce"). Queste due razze vennero in conflitto riguardo all'influenza che avrebbe dovuto avere sui mensch; i Sartan nel senso di "Noi sappiamo cosa è meglio per voi" mentre i Patryn per un senso di potere personale. Entrambe le razze finirono col considerarsi delle divinità, sebbene i Sartan si dipingessero come "i Buoni".
La guerra
È da notare che la "guerra" tra Sartan e Patryn non fu una guerra nel senso convenzionale del termine. Certamente vi furono delle battaglie, principalmente tra gruppi di mensch armati dai loro padroni, ma non vi furono molti contatti effettivi tra Sartan e Patryn; ciò fu dovuto in misura non trascurabile dall'individualismo e dall'isolazionismo dei Patryn, in quanto essi semplicemente non si organizzarono per costituire una forza unitaria. Non fu quindi difficile per i Sartan unirsi e catturare i Patryn (o i loro dissidenti come nel caso di Zifnab e altri). Gli scontri effettivi furono pochi, spettacolari e generalmente individuali, solitamente lontani da osservatori mensch.
È anche da notare che la "guerra" non si svolse secondo una lunga serie di battaglie, come noi la intendiamo nel nostro linguaggio moderno. La grande paura dei Sartan (che in definitiva li portò alla loro tragica fine) fu la crescente influenza dei Patryn sulle razze mensch.
La Spartizione
Alla fine i Sartan, guidati da Samah e dal suo Consiglio dei Sette, trascinati dalla loro stessa paura presero delle misure drastiche e spezzarono il pianeta Terra in quattro mondi separati, ciascuno dominato da un elemento (aria, terra, fuoco e acqua). Il momento cataclismatico della distruzione e ricostituzione venne chiamato la Spartizione. Milioni di mensch morirono e solo una popolazione scelta venne magicamente isolata per la ricostruzione. I Patryn vennero catturati ed imprigionati nel Labirinto che i Sartan avevano creato per la loro "riabilitazione". Il Vortice (detto anche Sesta Porta) fu il punto d'accesso dove i Patryn vennero posti insieme ai Sartan che si erano opposti alla Spartizione e dove i mensch erano stati temporaneamente ricoverati durante la Spartizione stessa. Nel centro del Labirinto si trova il Nexus, una città simile ad un paradiso costruita per i Patryn una volta che si fossero "rieducati" attraverso la loro permanenza nella prigione. il Nexus, il Labirinto ed il Vortice erano sistemati su cerchi concentrici. Tutti questi mondi erano collegati attraversa la Porta della Morte (Death's Gate) ed altre più piccole porte, con passaggi a senso unico, permettevano ad ogni mondo di ottenere gli elementi ad esso mancanti dagli altri. I Sartan si incaricarono della guida non di un solo mondo, ma di molti, tutti pensati per funzionare in armonia perfetta. il Piano del Consiglio dei Sette consisteva in una grande architettura di mondi interconnessi, ciascuno con una funzione specifica che contribuisse al tutto. Quasi subito, però, le cose iniziarono ad andar male.
Il disastro
Alla fine il progetto fu un fallimento totale. Tutti i Sartan di Pryan e di Arianus morirono misteriosamente, tranne uno. Con nessuno ad accorrere in loro aiuto, i Sartan di Chelestra (ignari di tutto dietro il loro scudo ed il liquido inibente) non si svegliarono mai. Abarrach rimase una pallida ombra morente. Nel frattempo i mensch persero ogni cognizione del loro passato; i Sartan perduti di Arianus e Pryan divennero mitiche figure divine per i nani e gli elfi di quei mondi, rispettivamente. Ciò rese i Patryn prigionieri gli unici che ricordassero in qualche modo le proprie origini.
Dopo innumerevoli generazioni di lotta, Lord Xar divenne il primo Patryn che riuscì a fuggire dal Labirinto. Zifnab, un Sartan che fu confinato nel Labirinto per aver osteggiato la Spartizione, apparentemente raggiunse il Nexus prima di lui. Là, Lord Xar scoprì una ricca collezione di libri, scritti in lingua Sartan da Zifnab, che descrivevano dettagliatamente gli eventi precedenti alla Spartizione. Da questi libri Xar escogitò un modo per aprire parzialmente la Porta della Morte e mandare attraverso essa un suo emissario. Haplo, il servo favorito di Xar, fu scelto per diventare questo emissario; le due missioni che gli furono assegnate consistevano nel capire cosa fosse successo ai Sartan e causare subdolamente il caos tra i mensch in modo da consentire a Xar di "venire a salvarli". L'intenzione di Xar era quella di governare tutti e quattro i mondi con Haplo come suo servo fedele.

## Ambientazione

### Chelestra
Chelestra, il mondo d'acqua, avrebbe dovuto essere il luogo principale dove Sartan e mensch avrebbero dovuto vivere. Un grande globo di liquido (non propriamente acqua, ma un fluido iper-ossigenato in cui gli esseri viventi possono respirare) popolato da enormi bestie fluttuanti usate come habitat dai mensch, con il proprio Sole Marino nel centro. Questo mondo era anche stato pensato come un gigantesco impianto di riciclaggio di scorie, essendo le bestie fluttuanti in effetti delle stazioni di riciclaggio biologiche per i rifiuti di tutti gli altri mondi. I Sartan scoprirono però con orrore che l'"acqua" di Chelestra aveva un effetto inibente sulla loro magia runica rendendola (e con essa tutti loro) virtualmente senza potere. Apparvero così strani Serpenti che i Sartan non avevano creato, creature con grande potere e animo corrotto. Circondati dal liquido che li aveva resi inermi, non più in grado di controllare i mensch, e dovendo affrontare i Serpenti, i Sartan di Chelestra si segregarono dietro uno scudo nella loro grande città di Chalice ad attendere aiuto dagli altri mondi. Samah, temendo ciò che sarebbe potuto succedere nel caso in cui i Serpenti fossero riusciti a penetrare negli altri mondi, si sentì obbligato a chiudere la Porta della Morte; ciò fece cessare ogni comunicazione tra i mondi. I Sartan poi si posero in un sonno di stasi, aspettando solo che gli altri mondi terminassero i compiti a loro assegnati e giungessero in loro soccorso.

### Arianus
Su Arianus, il mondo d'aria e di continenti fluttuanti, pensato come il mondo industriale e manifatturiero, i Sartan ebbero altri problemi. Tagliati fuori dalle comunicazioni con gli altri mondi (in particolare da Chelestra e dal Consiglio), morendo lentamente per cause sconosciute, rapidamente sovrastati di numero dai mensch, i Sartan si erano posti in ibernazione, sperando nell'aiuto dagli altri mondi. Il Kicksey-Winsey, la grandiosa macchina progettata per allineare i continenti fluttuanti e rifornirli di acqua, essendo essa il risultato diretto del suo ciclo di produzione, non fu mai veramente operativa.

### Pryan
Pryan, gigantesco, rovesciato mondo di fuoco cadde a pezzi nel caos. Creato come un grande globo rovesciato, dove la vita si svolge sulla superficie interna della sfera e non su quella esterna come sulla Terra, con quattro piccoli soli al suo interno, Pryan avrebbe dovuto essere la fonte di energia ed il centro dei quattro mondi. Irradiando le sue energie mediante le grandi Cittadelle sparse sulla sua superficie verso gli altri mondi, in particolare verso i Colossi su Abarrach ed il Kicksey-Winsey su Arianus. Interamente coperte da una giungla alta chilometri (solo i nani avevano visto il leggendario suolo), le Cittadelle avrebbero dovuto essere i baluardi della civiltà dove i mensch avrebbero vissuto una vita di comodità ed abbondanza. Però, così come negli altri mondi, i Sartan iniziarono misteriosamente a morire. Per il terrore alcune Cittadelle cacciarono i mensch nella giungla. I Titani, grandi giganti ciechi di immenso potere creati dai Sartan per controllare i sistemi energetici delle cittadelle, furono anch'essi esiliati per la paura che non potessero essere più controllati dai Sartan superstiti. I Titani avrebbero continuato ad essere un terrore inarrestabile finché non fossero stati alla fine ricondotti a casa.

### Abarrach
Abarrach, il mondo di terra; un mondo simile ad un enorme asteroide vulcanico su cui i Sartan ed i mensch vivevano in intricate gallerie (pensato per fornire i minerali ed i metalli necessari al Kicksey-Winsey) finì con l'essere saturo di velenosi fumi vulcanici che sterminarono tutti i mensch e provarono duramente la magia dei Sartan superstiti per creare aria respirabile. I Colossi, enormi colonne create dai Sartan per purificare l'aria e mantenere il mondo caldo nel lungo periodo, iniziarono quasi subito a non funzionare per la mancanza dell'energia che avrebbe dovuto essere fornita da Pryan. Con tutti i mensch morti (i nani furono gli ultimi a perire) e la loro stessa magia portata al limite, i Sartan di Abarrach ricorsero alla Necromanzia, usando i corpi dei morti per sostituire la mano d'opera mancante. Anche se all'inizio sembrò una mossa logica, seppur disperata, in seguito questa si rivelò uno dei più tragici errori compiuti dai Sartan.

### Il Labirinto
Nel Labirinto, i Sartan che avrebbero dovuto controllare questo mondo-prigione morirono o se ne andarono; così esso si trasformò lentamente da un luogo correzionale temporaneo ad una sadica prigione senziente. Invece di costringere i Patryn ad una dura vita per insegnare loro la cura reciproca attraverso la solidarietà e la fiducia gli uni negli altri, esso creò un inferno letale ed omicida dove la sopravvivenza coincideva con la crudele tortura di veder balenare la speranza per poi vedersela continuamente sottratta.

## Oltre i libri
Margaret Weis e Tracy Hickman erano reduci dal clamoroso successo delle serie di Le Cronache di Dragonlance e Darksword. Il ciclo di Death Gate fu la loro opera più ambiziosa: la creazione di cinque mondi distinti e completamente realizzati. Il ciclo di Death Gate mostrò come la Weis e Hickman fossero maturati come scrittori, la loro padronanza di elementi come il personaggio e la trama migliorarono vistosamente in questa serie rispetto ai libri di Dragonlance.
Così come nelle opere precedenti, gli autori continuano ad esplorare il tema dell'equilibrio e di come l'universo lavora per correggere gli squilibri. Diversamente da Dragonlance, dove l'equilibrio dell'universo era una forza superiore anche alle divinità, l'esistenza di in dio e di divinità non è sviluppata nel ciclo di Death Gate; così l'equilibro è la cosa più vicina alla divinità. Secondo la stessa linea, gli autori continuano a sviluppare il tema degli uomini che ascendono allo stato di dei, in questo caso con le intere razze dei Sartan e dei Patryn in competizione per il predominio. Infine, come nei cicli di Dragonlance e di Darksword, essi esplorano gli effetti delle modificazioni delle leggi di natura sulla vita quotidiana e sul destino delle nazioni.

## Trasposizioni in altri media
Videogiochi
- Death Gate: basato vagamente sulla trama dei primi quattro libri, anche se alla fine contiene un'interpretazione del confronto finale da La settima porta.

## Curiosità
- Il personaggio di Zifnab è una ripresa giocosa del carattere di Fizban tratto dai romanzi del ciclo de Le Cronache di Dragonlance di Weis e Hickman. Egli fa qualche riferimento a Fizban (come ad esempio l'importanza del cappello da mago). Zifnab sembra oltrepassare costantemente la "quarta parete", facendo riferimento al ciclo di Pern, a Il Signore degli Anelli, a Dragonlance, a Guerre stellari, a Star Trek, a James Bond, a Il mago di Oz, alle leggende di Re Artù ed alla musica soul; comunque questa storia ha luogo in un lontano futuro della Terra, quindi è anche possibile che in qualche modo egli possa essere incappato a questi frammenti di cultura pop della fine del XX secolo e li abbia in qualche modo incorporati nella sua visione della realtà. Zifnab apparirà ancora, in modo simile, nei romanzi di Starshield, stavolta sotto il nome di Zanfib.
- Oltre a tutta una serie di appendici, ogni romanzo contiene uno spartito musicale (tipicamente per pianoforte) spesso direttamente legato ad una canzone menzionata nel libro.
- La Power Metal band tedesca Blind Guardian ha dedicato a questa serie una loro canzone intitolata "I'm Alive"